# XVII Waffen-Armeekorps der SS (ungarisches)
Il XVII SS-Armeekorps fu un'unità militare formata nel 1944 in Germania che operò in Ungheria.
Il 6 maggio 1945, presso Burghausen (Baviera), ben 37.572 uomini del XVII SS-Armeekorps si arresero con 877 cavalli agli americani, finendo la loro avventura militare nelle Waffen SS.

## Comandanti
| Grado                    | Nome            |
| Waffen-Obergruppenführer | Jenö Ruszkay    |
| Waffen-Oberführer        | Laszlo von Deak |

## Ordine di battaglia
| Nome unità                                      |
| Stabs-und Korpstruppen nr. 117                  |
| SS-Nachrichten Abteilung 517                    |
| SS-Flak Abteilung 517                           |
| SS Korps Sicherungskompanie 517                 |
| ArKo 17                                         |
| 25. Waffen-Grenadier-Division der SS "Hunyadi"  |
| 26. Waffen-Grenadier-Division der SS "Hungaria" |

## Teatri d'operazione
| Luogo    | Data                         |
| Ungheria | 1944 - gennaio 1945          |
| Baviera  | gennaio 1945 - 6 maggio 1945 |